# خيسوس بينيا
خيسوس بينيا (بالإنجليزية: Jesús Peña) هو لاعب كرة قاعدة دومينيكاوي، ولد في 8 مارس 1975 في سانتو دومينغو في جمهورية الدومينيكان.

## وصلات خارجية
- خيسوس بينيا على موقع دوري كرة القاعدة الرئيسي (الإنجليزية)
- خيسوس بينيا على موقعبيزبول رفرنس.كوم (الدوري الرئيسي) (الإنجليزية)
- خيسوس بينيا على موقعبيزبول رفرنس.كوم (الدوري الثانوي) (الإنجليزية)
- خيسوس بينيا على موقع إي إس بي إن.كوم (أم.أل.بي) (الإنجليزية)
- خيسوس بينيا على موقع مشجعي الرسوم البيانية (الإنجليزية)